# Kanon
Kanon
- Pomeni pravilo
- V kanonu naslednji glas ali glasovi dosledno v celoti ponovijo prvega - ga imitirajo
- Prvemu glasu pravimo proposta ali vodja, drugemu, tretjemu pa risposta ali odgovor